# Max Fabiani
Max Fabiani (* 29. travnja 1865. selo Štanjel (Nova Gorica), † 18. kolovoza 1962., Gorica), je austrougarski, talijanski arhitekt i urbanist, furlanskog porijekla.

## Biografija
Maks Fabiani bio je dvanaesto (od njih 14) dijete furlanskog veleposjednika Antonija Fabianija i tršćanske aristokratkinje Charlotte von Kofler (porijeklom iz Tirola). Djetinstvo i osnovno školovanje proveo je u selu Štanjel (općina Nova Gorica) u Vipavskoj dolini. Kako je rođen u multietiničkoj porodici, odmalena je govorio talijanski i njemački a u školi naučio slovenski, nakon osnovne škole pohađao je gimnaziju u Ljubljani a nakon toga studij arhitekture na Technische Hochschule u Beču (1883./1884.-1889.).
Nakon diplomiranja zaposlio se kao asistent na Technische Hochschule u Grazu (1890. – 1892.). Nakon toga dobio je stipendiju i dvije godine proveo na studijskim putovanjima prokrstarivši cijelu Europu i Malu Aziju od 1892. do 1894. godine.
Nakon povratka u Beč zaposlio se u projektnome uredu tada slavnog secesijskog arhitekta Otta Wagnera u kojem je radio na izgradnji bečkog metroa od 1894. do 1896. Od 1896. do 1910. radi kao asistent kod profesora Karla Königa na Technische Hochschule u Beču, tad je i doktorirao 1902. kao prvi diplomant na visokogradnji na istom fakultetu.
Od 1910. do 1917. godine radio je kao izvaredni profesor za ornamentiku i unutrašnju arhitekturu na Technische Hochschule, pred sam kraj rata 1917./1918. imenovan je za redovitog profesora na Technische Hochschule, ali je 1918. napustio fakulet i Beč i vratio se u Goricu u tadašnju Kraljevinu Italiju gdje je preuzeo mjesto šefa ureda za obnovu Gorice, na tom mjestu radio je do 1922. U Gorici je radio i u gimnaziji kao profesor povijesti umjetnosti (1924. – 1927.) a prihvatio se i duštvenog rada kao tajnik goričkog društva inženjera i arhitekata (1924. – 1945.).
Pred kraj 1935. godine prihvatio je kanditaturu za predsjednika općine (podestà) svog rodnog Štanjela u ime Partito Nazionale Fascista taj posao radio je i za vrijeme rata, uglavnom nastojeći da mu vojske ne oštete dvorac (do kojeg mu je bilo izuzetno stalo) i mjesto, tako da je kolaborirao sa svim zaraćenim stranama, pa i slovenskim partizanima.
Pri samom završetku rata preselio se ponovno u Goricu gdje je i umro 1962. u dubokoj starosti s 97 godina.

### Fabiani kao arhitekt
Fabiani je od 1896. – 1917. radio kao samostalni arhitekt u Beču, tad je napravio svoje najznačajnije projekte; potpuno u duhu bečke secesije:
- Vilu Kellner (1896.),
- Upravnu zgradu za trgovce namještja Portois & Fix (1899. – 1901.),
- zgradu Artaria (1901. – 1902.)
- i svoj najslavniji objekt Palaču Urania (1909.)

Nakon ljubljanskog potresa 1895., pobijedio je na natječaju za novu regulatornu osnovu grada, tadašnjeg velikog austrijskog autoriteta za urbanizam Camilla Sittea. Na osnovu njegova plana izgrađen je današnji povijesni centar Ljubljane. U Ljubljani se sprijateljio s tadašnjim gradonačelnikom Ivanom Hribarom, te izveo nekoliko većih objekata u Ljubljani, a uz njegovu pomoć i zgrade slovenskih Narodnih domova u Trstu i Gorici.
Nakon Prvog svjetskog rata preselio se u Goricu, gdje je radio na obnovi teško stradalog grada. Pred početak Drugog svjetskog rata, potpuno se posvetio uređenju rodnog mjesta Štanjela, gdje je podigao općinski ured, osnovnu školu, ambulantu, kino i plesnu dvoranu u Casa del Fascio.

## Nagrade i priznanja
Rebublika Italija dodijelila mu je 10. veljače 1951. Medalju za zasluge u kulturi i umjetnosti. Fabiania je 1952. predložio za doživotnog senatora tadašnji talijanski predsjednik vlade Alcide de Gasperi ali je to odbio zbog svojih poodmaklih godina (tad je imao 87).
Grad Beč je 1984. u 11. bezirku (Simmering) imenovao jednu ulicu po njemu u Fabianistraße.

## Anegdote vezane uz Fabiania
U intervjuju za talijansku reviju La Nazione, koji je objavljen tek 1966., Fabiani je izjavio, da je nešto prije prvog svjetskog rata u njegovu ateljeu u Beču radio Adolf Hitler, kojeg je on otpustio zbog netalentiranosti i slabog zalaganja na poslu.

## Najznačajnija djela
- Palača Mladika (danas Ministarstvo za unutrašnje poslove, Ljubljana, Slovenija, 1896.
- Vila Kellner Beč, Austrija 1896.
- Kuća za odmor državnih službenika (danas Medicinski centar Opatija), Hrvatska 1896.
- Regulacijski plan Ljubljane, Ljubljana, Slovenija, 1898.
- Upravna zgrada Portois & Fix Beč, Austrija 1899. – 1901.
- Kuća Artaria Beč, Austrija (1901. – 1902.
- Zgrada trgovačke komore Gorica, Italija 1903.
- Narodni dom i Hotel Balkan (Danas viša škola za jezike) Trst, Italija 1905.
- Kuća Bartoli - Trst 1905.
- Palazzo Stabile Trst, Italija 1906.
- Palača Urania Beč, Austrija 1909.
- Obnova crkvice sv. Germana Brijuni, Hrvatska, 1912.
- Obnova katedrale Gorica,  Italija 1919.
- Urbanistički plan za Monfalcone, Italija 1919.
- Svetište di Monte Santo Gorica, Italija 1919.
- Villa Bigot Gorica, Italija 1921.
- Kuća Pellegrini Gorica, Italija 1922.
- Kuća Felberbaum Gorica, Italija 1925.
- Regulacijski plan za Veneciju 1952.